# Achaz von Saldern

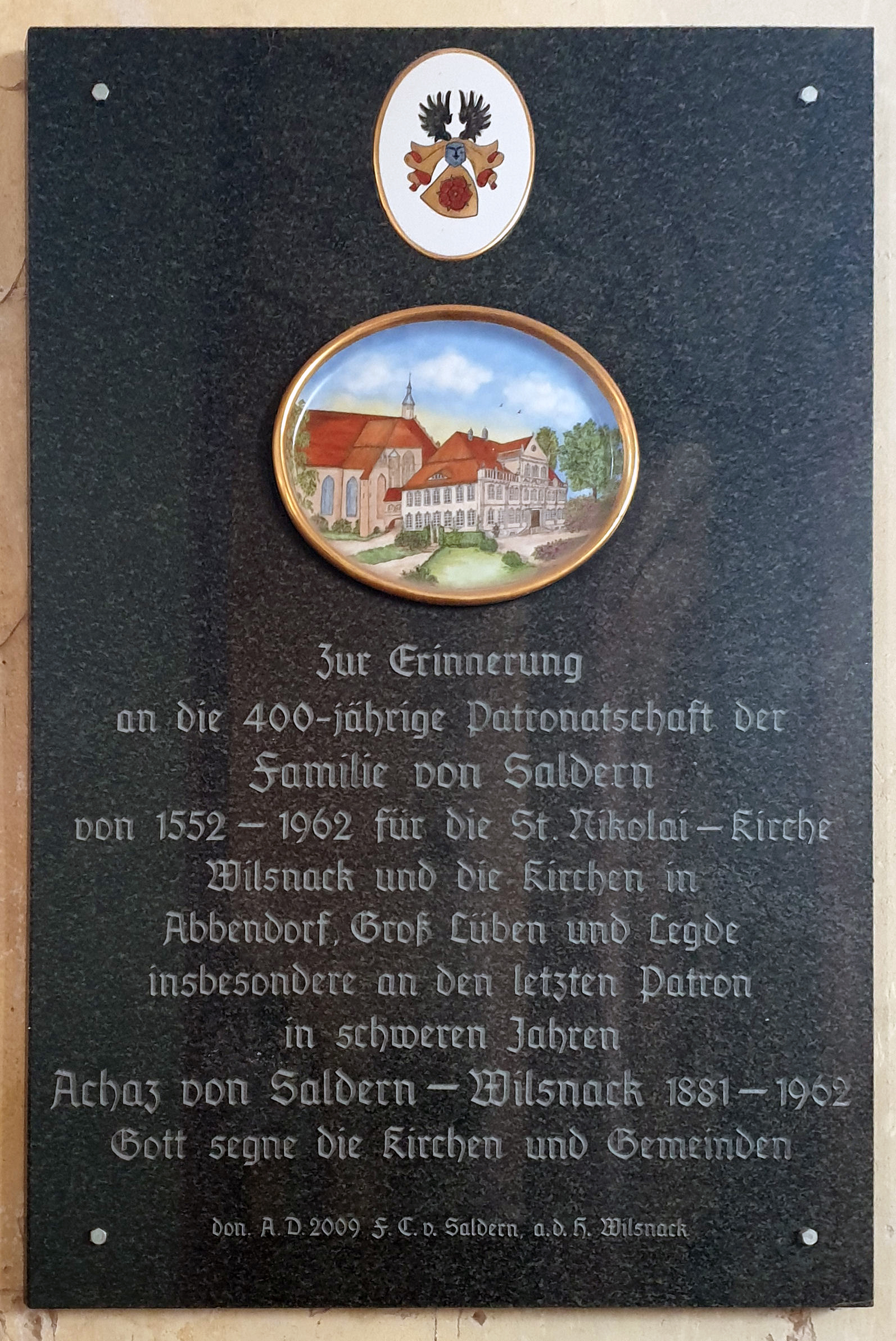
Gedenktafel in Bad Wilsnack. Gestiftet von seinem jüngsten Sohn Friedrich-Christoph von Saldern-Wilsnack.

Achaz Hugo Max Berndt von Saldern (* 8. Juli 1881 in Klein-Mantel; † 3. August 1962 in Schulenburg (Leine)) war ein deutscher Verwaltungsbeamter und Rittergutsbesitzer.

## Leben
Achaz von Saldern war Sohn des Rittergutsbesitzers und Parlamentariers Werner von Saldern (1852–1930) und der Elisabeth geb. von Gerlach (1861–1940). Nach dem Besuch des Gymnasiums in Wernigerode studierte er an der Rheinischen Friedrich-Wilhelms-Universität Bonn Rechts- und Staatswissenschaften. 1901 wurde er Mitglied des Corps Borussia Bonn. Er diente als Einjährig-Freiwilliger im Husaren-Regiment „König Wilhelm I.“ (1. Rheinischem) Nr. 7. Nach dem Referendariat in Diez wurde er Regierungsrat bei der Regierung in Breslau. Von 1918 bis 1922 war er Landrat des Landkreises Habelschwerdt. Er war Besitzer des Rittergutes Wilsnack und Rittmeister der Preußischen Armee.
Er heiratete am 30. Juni 1911 Dorothea von Niebelschütz (1891–1976) aus dem Hause Metschlau, Tochter der Dorothea Freiin Kottwitz und des kgl. preuß. Majors Hans von Niebelschütz, Landschaftsdirektor (ähnlich Ritterschaftsrat). Sie hatten sechs Söhne und zwei Töchter und mehrere Enkelkinder. Tochter Dorothea heiratete den Juristen Heinz von Hausen, Min.-Rat, Oberstleutnant d. R. und Generalsekretär des Volksbundes Deutsche Kriegsgräberfürsorge, die Tochter Christa (1922–1996) schloss mit Hans Helmigk, Offizier im Bundesgrenzschutz, den Bund der Ehe. Sohn Hans-Werner fiel 1940 als Oberleutnant, Sohn Ludolf 1944 auch als Oberleutnant. Sohn Burghardt (1916–2002) wurde Offizier, Sohn Wilhelm (1919–1997) Bankkaufmann und Reserveoffizier, Achaz (1926–2002) Kaufmann, Friedrich-Christoph war Landwirt und Vorsitzender des Familienverbandes
Nach dem Zweiten Weltkrieg wurde er durch die Bodenreform in der Sowjetischen Besatzungszone enteignet. Durch Anordnung des Landrates vom 6. Oktober 1945 wurden er und seine Familie aus dem Landkreis Westprignitz ausgewiesen. Er lebte fortan in Schulenburg (Leine). 1947 wurde ihm das Ehrenpatronat der Kirchengemeinde Bad Wilsnack verliehen.